# Rohov (Slowakei)
Rohov (ungarisch Rohó) ist eine Gemeinde in der Westslowakei mit 382 Einwohnern (Stand 31. Dezember 2024), die zum Okres Senica, einem Kreis des Trnavský kraj, gehört.

## Geographie
Die Gemeinde befindet sich inmitten des Hügellands Chvojnická pahorkatina am Bach Pasecký potok. Das Ortszentrum liegt auf einer Höhe von 239 m n.m. und ist siebeneinhalb Kilometer von Senica entfernt.
Nachbargemeinden sind Častkov im Norden, Rovensko im Osten, Rybky im Süden und Westen sowie Oreské im Nordwesten.

## Geschichte

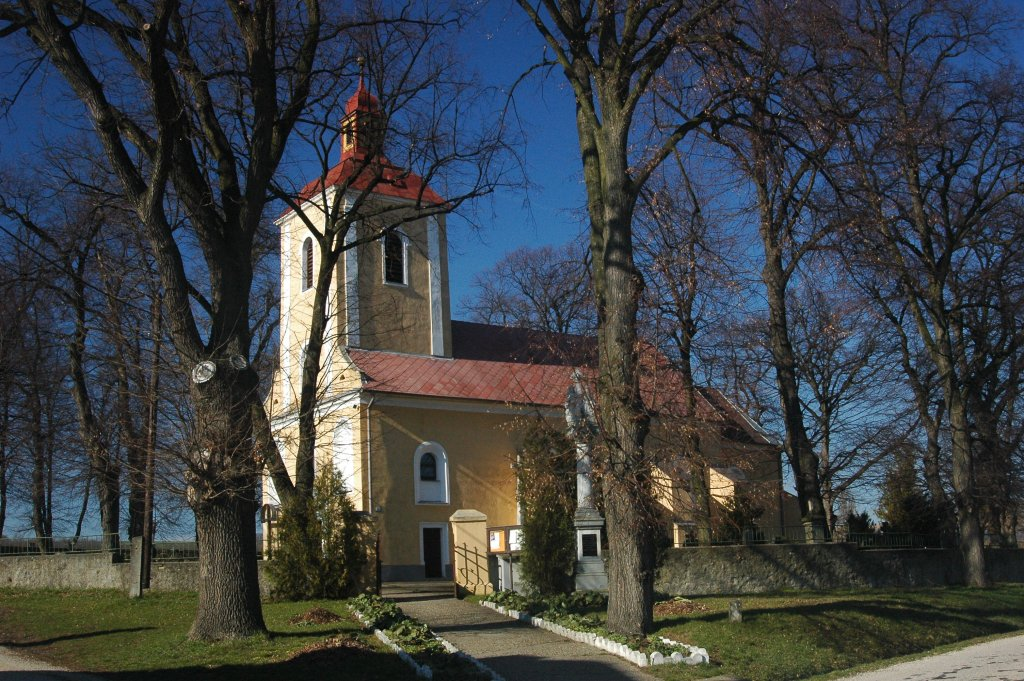
Katharinenkirche in Rohov

Der Ort wurde zum ersten Mal 1471 als Rohov schriftlich erwähnt und gehörte damals zum Herrschaftsgut der Burg Branč. Von 1569 bis zur Abschaffung der Leibeigenschaft im Jahr 1848 war Rohov Gutsbesitz der Geschlechter (aufeinanderfolgend) Amade, Gvadányi, Héderváry, Nyáry, Zichy, Esterházy und Erdődy. 1787 zählte man 60 Häuser und 333 Einwohner. Ursprünglich war die Haupteinnahmequelle der Bevölkerung Weinbau, heute ist die Gemeinde fast ausschließlich landwirtschaftlich geprägt.
Bis 1918 gehörte der im Komitat Neutra liegende Ort zum Königreich Ungarn und kam danach zur Tschechoslowakei beziehungsweise Slowakei. 1924 legte ein Großbrand einen Teil von Rohov in Asche.
Von 1960 bis 1990 war Rohov zusammen mit dem Nachbarort Rybky Teil der Gemeinde Rohovské Rybky.

## Bevölkerung
| Jahr                | 1994 | 2004    | 2014    | 2024    |
| ------------------- | ---- | ------- | ------- | ------- |
| Anzahl der Personen | 406  | 386     | 416     | 382     |
| Unterschied         |      | −4,92 % | +7,77 % | −8,17 % |

| Jahr                | 2023 | 2024    |
| ------------------- | ---- | ------- |
| Anzahl der Personen | 380  | 382     |
| Unterschied         |      | +0,52 % |

Nach der Volkszählung 2011 wohnten in Rohov 400 Einwohner, davon 382 Slowaken, 5 Roma sowie jeweils 1 Russine und Tscheche. 11 Einwohner machten keine Angabe zur Ethnie. 276 Einwohner bekannten sich zur römisch-katholischen Kirche, 8 Einwohner zur Evangelischen Kirche A. B. und 1 Einwohner zur Bahai-Religion. 84 Einwohner waren konfessionslos und bei 31 Einwohnern wurde die Konfession nicht ermittelt.

## Bauwerke

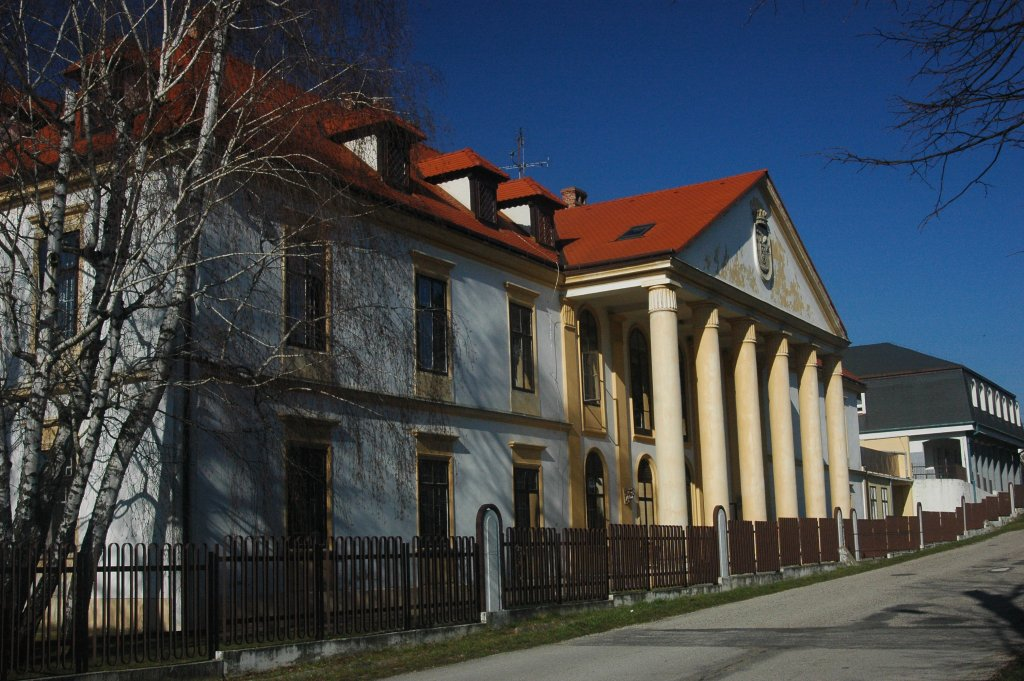
Landschloss

- römisch-katholische Katharinenkirche im Renaissancestil aus den Jahren 1628–1636, im 18. Jahrhundert umgebaut
- Landschloss im klassizistischen Stil aus dem Anfang des 19. Jahrhunderts

## Verkehr
Durch Rohov verläuft eine Straße 3. Ordnung, die südlich nach Rybky und nordöstlich Richtung Sobotište führt. Etwa einen Kilometer vom Ort endet sie an der Kreuzung mit der Straße 1. Ordnung 51 und der Straße 2. Ordnung 581.
Der nächste Bahnhof befindet sich in Senica in neun Kilometer Entfernung an der Bahnstrecke Trnava–Kúty.